# Фиљине Валдарно
Фиљине Валдарно (итал. Figline Valdarno) је насеље у Италији у округу Фиренца, региону Тоскана.
Према процени из 2011. у насељу је живело 13287 становника. Насеље се налази на надморској висини од 125 м.

## Становништво
Према резултатима пописа становништва 2011. у општини је живело 16.800 становника.
| 1936.  | 1951.  | 1961.  | 1971.  | 1981.  | 1991.  | 2001.  | 2011.  |
| ------ | ------ | ------ | ------ | ------ | ------ | ------ | ------ |
| 12.621 | 13.054 | 12.732 | 13.602 | 15.286 | 15.699 | 16.301 | 16.800 |

## Партнерски градови
- Пфунгштат, Canals